# Gig Young
Gig Young, rodným jménem jako Byron Elsworth Barr (4. listopadu 1913 St. Cloud, Minnesota, USA – 19. října 1978 New York, New York, USA) byl americký divadelní, filmový a televizní herec.

## Životopis
Byron Elsworth Barr se narodil 4. listopadu 1913 v  St. Cloud ve státě Minnesota. Jeho otec pracoval jako kuchař ve školní jídelně. Spolu se staršími sourozenci vyrůstal ve Washingtonu. Účinkoval ve školních divadelních hrách, načež získal stipendium na Pasadena Community Playhouse.
V roce 1940 podepsal smlouvu se společností Warner Brothers a o dva roky později si zahrál v dramatu The Gay Sisters, ve kterém získal svou přezdívku „Gig Young”. Ve filmu hrál stejnojmennou postavu.
Během druhé světové války sloužil u pobřežní stráže. Za svůj výkon ve filmu Come Fill the Cup (1952) byl nominován na Oscara za nejlepší mužský herecký výkon ve vedlejší roli. Druhou nominaci na Oscara získal znovu za roli v komedii Učitelčin miláček. V roce 1969 získal Oscara za roli ve filmu Koně se také střílejí.
Po prodělaném infarktu začalo filmových nabídek ubývat. V roce 1978 při natáčení filmu Hra smrti se setkal s Kim Schmidt, kterou si 27. září roku 1978 v New Yorku vzal za manželku. Byla to jeho pátá manželka. Jeho třetí chotí byla herečka Elizabeth Montgomery.
Dne 19. října 1978, tři týdny po svatbě, zavraždil svou jednatřicetiletou manželku a poté, ve věku 64 let, obrátil zbraň proti sobě a spáchal sebevraždu. Žádný dopis na rozloučenou nebyl nalezen. Motiv vraždy a vlastní sebevraždy se nikdy nepodařilo zjistit. Jeho ostatky byly převezeny do pohřebního ústavu v Beverly Hills, ale později byl pohřben na hřbitově Green Hill ve Waynesville v Severní Karolíně pod svým rodným jménem Byron E. Barr na rodinném pozemku spolu se svými rodiči, sourozenci a strýcem. Má hvězdu na Hollywoodském chodníku slávy.

## Filmografie (výběr)
- The Gay Sisters (1942)
- Come Fill the Cup (1952)
- Učitelčin miláček (1958)
- Koně se také střílejí (1969)
- Milenci a další cizinci (1970)
- Hindenburg (1975)
- Zabijácká elita (1975)
- Hra smrti (1978)